# Augustin Pop Bociat
Augustin Pop Bociat (n. 8 ianuarie 1875, Băuțar, județul Caraș-Severin – d. 1937, Deva, județul Hunedoara) a fost un deputat în Marea Adunare Națională de la Alba Iulia, organismul legislativ reprezentativ al „tuturor românilor din Transilvania, Banat și Țara Ungurească”, cel care a adoptat hotărârea privind Unirea Transilvaniei cu România, la 1 decembrie 1918 :p. 195.

## Biografie
A făcut școala primară în satul natal și în Hațeg, pentru ca mai târziu să urmeze cursurile Preparandiei Greco-Catolice din Oradea. Devine învățător, profesând în Mintia înainte de Unire, iar ulterior în Vulcan, Băcia, Bârcea Mică, Batiz :p. 194.
S-a pensionat în 1935, după 40 de ani de serviciu ca dascăl. A fost un bun educator, desfășurând o bogată activitate în satele unde a fost învățător. A fost căsătorit cu Eugenia Degan (1884-1977),  având trei fete: Viorica, învățătoare, căsătorită cu învățătorul Eugen Voicu, Eleonora, învățătoare, căsătorită cu învățătorul Aurel Panțuru și Valeria-Septimia, contabilă, căsătorită cu profesorul Victor Ioan Oprișu, toți stabiliți în Deva. A decedat în Deva, unde este și înmormântat .

## Activitatea politică
Ca deputat în Adunarea Națională din 1 Decembrie 1918 a fost delegat al Cercului electoral Deva :p. 195.